# 조르주외젠 오스만
조르주외젠 오스만 남작(프랑스어: Baron Georges-Eugène Haussmann, 1809년 3월 27일~1891년 1월 11일)은 나폴레옹 3세가 주도한 파리 개조 사업에 공이 컸던 인물이다. 개조 사업은 처음에는 국민들로부터 막대한 공사 비용 때문에 비난을 받았으나 준공 이후, 영국 등의 다른 나라들이 파리에 대한 찬사를 보냈다.

## 같이 보기
- 데이비드 하비
- 발터 벤야민